# Frota K do Metrô de São Paulo
A Frota K do Metrô de São Paulo é uma série de TUES reformados da Frota C, originalmente construídos pela Cobrasma, de identificação atual K01 a K25, sendo complementados pela Frota L, cuja numeração começa no L26 e termina no L47.
A Frota K nunca havia operado fora da Linha 3-Vermelha, até Junho de 2025, quando a composição "K11" fez sua viagem inaugural na Linha 1-Azul.

## História
A Frota C foi fabricada entre 1979 e 1986 pelo consórcio composto pelas empresas Francorail, Société MTE, JS, BBC, TCO e Cobrasma, na fábrica desta última, localizada no município de Sumaré (hoje Hortolândia).
Entre 2011 e 2014, esta frota foi reformada pelo consórcio MTTrens, composto pelas empresas Grupo MPE, Temoinsa e TTrans, no município de Três Rios, formando a atual Frota K.

## Características

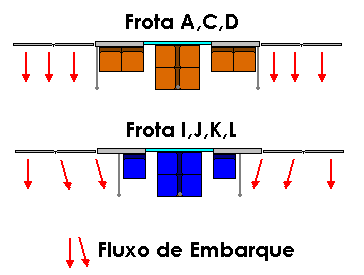
A modernização dos trens da Companhia do Metrô trouxe diversos benefícios ao sistema, como uma maior capacidade de carregamento, advinda da redução do número de assentos

A modernização dos antigos trens do Metrô de São Paulo trouxe diversos benefícios, principalmente em relação ao consumo de eletricidade:
Os motores da frota foram trocados, passando a operar em corrente alternada e controle microprocessado, contra os antigos em corrente contínua e sistema Chopper. Além de facilitar sua manutenção, isto gerou tal economia de energia que, mesmo com a adição de ar-condicionado no salão de passageiros e cabine de condução, os trens continuaram a usar quantidade similar de eletricidade em relação aos antigos com ventilação convencional.
Além disso, foi atualizada a comunicação visual das composições, com troca de máscaras e pintura, adicionados equipamentos para melhor informar os passageiros, como placas próximas às portas iluminadas com LEDs informando estações percorridas e próxima estação, painéis de mensagem variável em LED e lâmpada sobre as portas alertando usuários surdos ou com deficiências auditivas de seu iminente fechamento e instalados novos sistemas de segurança e supervisão, além de atualizado o sistema de sinalização.

## Controvérsias
No início de sua operação, vários relatos alegando problemas com esta frota foram propagados, embora tenham sido rebatidos pela Companhia do Metropolitano.
É importante ressaltar, porém, que falhas são comuns com trens recentemente entregues, o que era o caso dessa série no momento em que apresentava maior quantidade de problemas. Além disso, essa frota foi a que teve sua modernização concluída de maneira mais rápida, sendo a única a cumprir o prazo estabelecido.
Por fim, foi constatado que, durante a modernização, os truques dessa série não foram atualizados, permanecendo os originais; posteriormente, o Metrô substituiu as antigas peças de todas as composições. Mesmo assim, a frota é a segunda que apresenta maior número de falhas, seu índice MKBF (quilometragem média entre falhas) sendo superior apenas ao da Frota E, construída em 1999.